# 海珠事变
海珠事变，又称海珠惨案，是护国战争期间于1916年发生在广东省广州海珠岛的一起政治残杀事件，护国军方面的代表遭到龙济光部下杀害。

## 背景
1916年3月15日，陆荣廷宣布广西独立，倒向护国军方面。仍然支持袁世凯的广东顿时危急，广东将军龙济光加紧同北京方面联系，并在广州实行戒严。3月20日，袁世凯为防止广东独立，监视龙济光、张鸣岐的活动，乃派凌福彭、蔡乃煌、李翰芬帮办广东防务。因战争威胁逼近，民众纷纷从银行提取存款，兑换纸币，高级官员及富人均把财产兑换为金银、宝石，准备逃难。3月21日，中国银行广东分行、广东银行及其他各银行均出现挤兑。3月31日，革命党人以“广东护国军总团体”的名义发表布告，攻击龙济光支持袁世凯称帝，镇压起义民众，现又“欲戴共和之假面，以留酿帝制将来之命运”，故一定要推翻龙济光的统治。
1916年3月，广东各地的讨袁军接连起事，以朱执信的中华革命军的名义占领的城镇共31处，军舰2艘；以徐勤的护国军名义占领的城镇有1处，军舰2艘。龙济光一方面同陆荣廷协商中立，一方面秘密派蔡乃煌向袁世凯求援，袁世凯即派遣驻上海的陆军第十师卢永祥部南下支援龙济光。4月5日，“宝璧”、“江大”、“江固”等内河军舰举行起义，投向革命军，在魏邦平的率领下驶至海珠岛。徐勤司令派魏邦平为攻城司令，准备定于4月7日率“宝璧”等舰进攻广州。滇、桂、黔、粤四省军警同盟会为广东独立之事向龙济光发出最后通牒，限期“于24小时内，决定大计，表示态度。若逾期不报，则此后惟有自由行动。”4月6日下午5时，停在珠江内的“宝璧”舰向越秀山开炮两发，要求龙济光立即宣布广东独立。龙济光当即派人登上宝璧舰进行协商。4月6日下午7时，龙济光被迫通电宣布同北京政府脱离关系，宣布广东独立，自己改称广东都督。
4月7日，广州的大小店铺纷纷放鞭炮，挂国旗五色旗。关在监狱中的国民党人，于4月7日全部获释。4月9日，济军向“宝璧”、“江大”等舰开炮，“宝璧”舰进行还击。双方互相轰击一阵之后停止。

## 经过
1916年4月6日，广东将军龙济光被迫宣布广东独立之后，民军与原有的军队在各地爆发冲突。广东省会官商以及民军司令徐勤均电告广西，邀请陆荣廷、梁启超来广东商议调和办法。在陆荣廷、梁启超未抵达之前，由将军府顾问谭学夔代表龙济光邀请民军司令徐勤先行来广州，疏通意见。广东警察厅长王广龄也多次催促徐勤来广州。
徐勤应邀来到广州后，暂住海珠岛。适逢广西省陆荣廷、梁启超的代表汤觉顿抵达广州，便于当天即4月12日在海珠岛上的水上警署开善后会议，史称“海珠会议”。到会的有汤觉顿、徐勤、谭学夔、王广龄，粤军统领颜启汉、贺文彪、潘斯凯、蔡春华及李福林的代表，广东商团领袖岑伯著、陈子贞、李戒欺，以及吕仲明等人。出席此次海珠会议的共十余人。汤睿、徐勤居主席之位。民军司令徐勤主持会议。汤睿起立发言，声明讨袁护国的意义，并提出了粤桂联合、稳定广东省内局面等等问题。龙济光的部将颜启汉（警卫军统领）、贺文彪则提出取消护国军番号，将护国军并入广东警卫军的主张，随即各方发生争吵，会场秩序混乱。因为就改编警卫军的问题争论不止，开会仅20分钟，颜启汉、贺文彪突然枪击主席台，在外面的龙济光的卫队随即冲进会场乱枪扫射，汤觉顿、谭学夔当场中弹死亡，警察厅长王广龄、南路民军司令吕仲明也身负重伤，相继死亡，死亡者还有岑伯著等人。徐勤因躲进其他房间而未受伤，北路民军司令王伟也幸免。此次事件史称“海珠事变”。

## 善后
事件发生后，龙济光于4月12日当天发表布告称：“据警察厅报告，本日徐君勉邀请各统领在海珠会议。当场言语冲突，开枪互击，旋已各散。现已由本都督加派军队严密梭巡弹压，维持秩序。商民人等务即各安生业，毋得悖惶。”杀人凶手颜启汉、贺文彪未被处置。
1916年4月17日，陆荣廷得知龙济光杀害汤觉顿等人，十分愤怒，致电谴责龙济光行刺之理由，并质疑龙济光是否赞成广东独立。龙济光声称自己保护不力。陆荣廷暂时中止赴广州。广州居民得知陆荣廷折返广西，十分不安，许多人赴香港避居。4月18日，龙济光之子龙运乾自广州赴香港，将携带的60万元存入某家外国银行，此行颜启汉为龙运乾的随从之一。4月19日，陆荣廷、梁启超、张鸣岐、岑春煊等人在肇庆同龙济光达成协议：“（1）龙济光仍留任广东都督；（2）在肇庆设临时都统府，以岑春煊为都督；（3）处死蔡乃煌；（4）龙济光从速北伐讨袁；（5）地方民军在岑春煊入粤后，设法抚绥。”
1916年4月21日，侨居美国的广东籍人士发表迫使龙济光从速辞职的电报。4月24日，龙济光为了履行在肇庆达成的协议，显示独立反袁的意志，将4月6日广东宣布独立后即逮捕的蔡乃煌交由谭学衡公开枪决。
1916年5月1日，两广都司令部在肇庆成立，岑春煊任都司令，梁启超任都参谋，李根源任副都参谋，章士钊任秘书长。5 月5日，梁启超、李根源、张鸣岐等人赴广州越秀山会见龙济光进行商谈。龙济光派部下以武力威胁梁启超。事后，梁启超在致蔡锷的电文中称，此次广州之行“饮泪言和，奋身入虎穴，鸿门恶会，仅乃生还。”5月8日，云南、贵州、广西、广东等独立省份为统一军事及对外交涉，在肇庆成立中华民国军务院，唐继尧任抚军长，岑春煊任抚军副长，陆荣廷、龙济光、蔡锷、李烈钧、陈炳焜等任抚军，梁启超任政务委员长。
6月6日，袁世凯病逝。6月7日，黎元洪以副总统代理大总统。6月9日，龙济光致电国务院，宣布取消广东独立。6月21日，黎元洪特任龙济光兼署广东巡按使。6月，龙济光以“约法已复，独立各省希望已偿”为借口，增兵驱逐广东省境内的其他各军，并且在韶关阻止滇军北伐，战争又开始。7月6日，北京政府将各省将军改称督军，将各省民政长改称省长，特任陆荣廷为广东督军，朱庆澜为广东省长。在陆荣廷到任前，命龙济光暂代广东督军，并督办两广矿务。10月5日，在战争中，龙济光率部撤离广州。10月14日，广东督军陆荣廷从佛山率桂军进入广州，龙济光则率振武军自虎门乘船赴海南岛。广东省内的滇军、桂军与粤军的战争结束。
1916年10月20日，唐继尧、岑春煊、梁启超、蔡锷、陆荣廷、朱庆澜等人电请北京政府优恤“海珠事变”中被杀的汤觉顿、谭学夔、王广龄、岑伯著、吕仲明的家属。
1922年，海珠殉难烈士墓园在广州沙河落成。梁启超撰写了墓志铭：“包胥力能复楚，鲁连义不帝秦，功在天下，而灾逮其身，是之谓志士仁人无求生以害仁，百世之下，亦有感于斯文。”梁启超之女梁思顺早年写给汤觉顿妻子的手稿中称，海珠罹难烈士墓位于“广州沙河马路，离黄花岗烈士墓不远”。1926年，海珠殉难烈士墓园被迁移，迁往何处不详。

## 來源参考
1. 1 2  .   [2012-12-11]. （原始内容存档于2016-03-04）.
2. 1 2 3 4 5 6 7 8 9 10 11  广州市志 卷一：大事纪 民国时期：民国五年（1916年）
3. ↑  杜亞泉.  . 東方雜誌. 1916, 13卷 （中文）. 廣東雖獨立，各處仍有民軍企圖起事，龍氏所部軍隊亦仍不免有嫉視民軍之意，兩方時生衝突，且兩方當事諸人意見亦不能一致，乃各致電廣西邀陸榮廷、梁啓超來粵調和。陸、梁已允前來，惟事變日急，勢不及待，乃由譚學夔代表龍濟光邀民軍總司令徐勤上省，先行疏通意見，警察廳長王廣齡亦致書敦促。
4. ↑  廣東省志: 大事记，广东人民出版社
5. ↑  陈炯明等广东民军在反袁护国战争中的作用，辛亥革命网，2011年05月20日 的存檔，存档日期2013年3月11日，.
6. 1 2  .   [2012-12-11]. （原始内容存档于2019-06-11）.
7. ↑  .   [2012-12-11]. （原始内容存档于2019-06-12）.

### 报章
- . 申報 (上海). 1916-04-19.